# Krigskyrkogården i Täktom

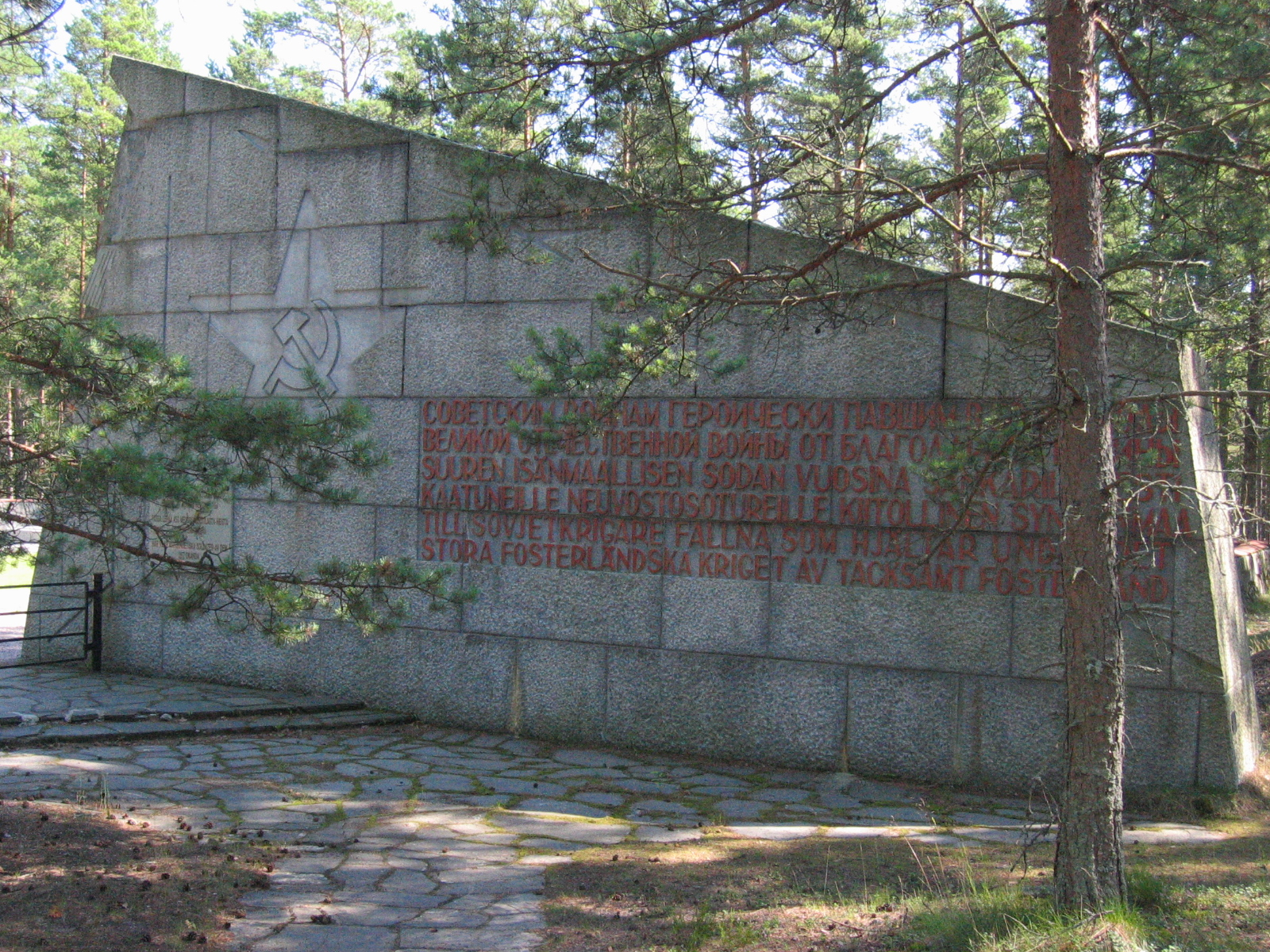
”Till sovjetkrigare, fallna som hjältar under det stora fosterländska kriget, av tacksamt fosterland”.

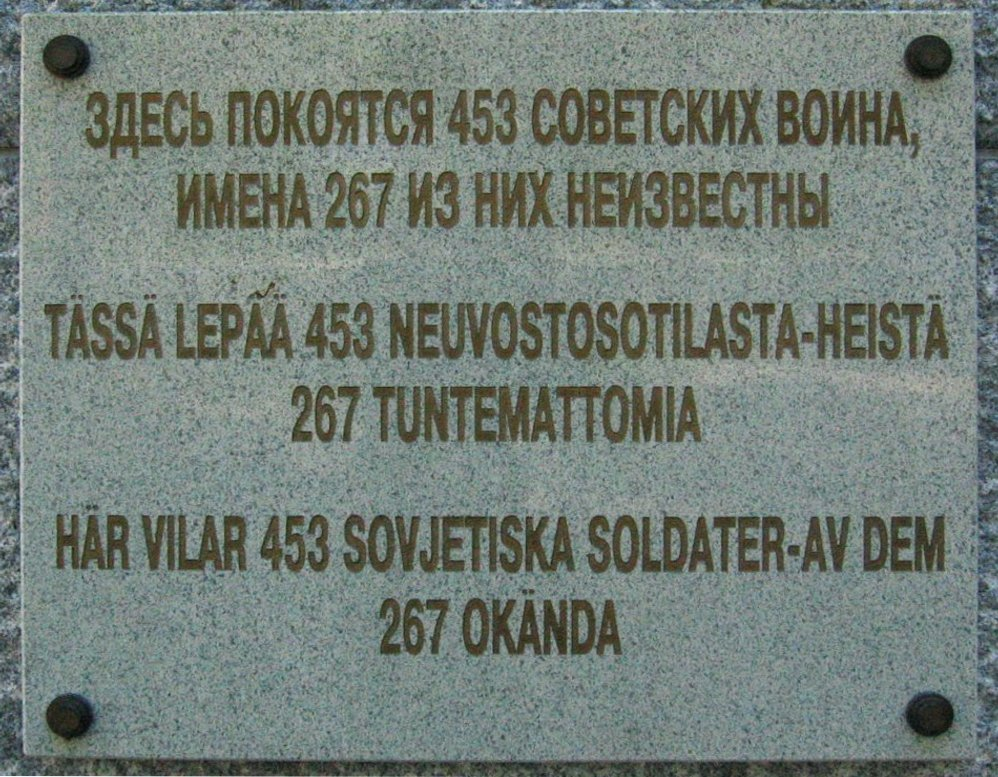
”Här vilar 453 sovjetiska soldater – av dem 267 okända”.

Krigskyrkogården i Täktom är en krigskyrkogård för de sovjetiska soldater som stupade under striderna vid Hangöfronten under fortsättningskriget. Kyrkogården ligger i Täktom ca 4 km öster om Hangö.
453 sovjetiska soldater, varav 267 okända, är begravda här. De flesta stupade under fortsättningskrigets strider, men några är krigsfångar som omkommit under minröjningsarbete efter att Hangö befriats i december 1941.
År 1960 reste sovjetiska staten ett monument vid kyrkogården till minne av de stupade.